# Infamous (álbum de Motionless in White)
| Críticas profissionais | Críticas profissionais |
| Avaliações da crítica  | Avaliações da crítica  |
| Fonte                  | Avaliação              |
| ---------------------- | ---------------------- |
| Alternative Press      | [ 1 ]                  |

Infamous é o segundo álbum de estúdio da banda americana de gothic metal Motionless in White.
O álbum foi produzido por Jason Suecof e Tim Sköld e foi lançado em 13 de novembro de 2012. A lista de faixas do álbum foi revelada em 20 de setembro de 2012. O álbum vazou em 8 de outubro de 2012, mais de um mês antes da data de lançamento planejada, causando uma enorme discussão entre os fãs da banda.
Em 13 de novembro de 2012, um vídeo da música "Devil's Night" foi lançado, e foi dirigido por Cody Blue Snider, que também foi o diretor de "Immaculate Misconception". Em uma entrevista à Metal Hammer UK Chris Cerulli afirmou que, embora ele tenha gostado de trabalhar com o gênero metalcore ele tem o objetivo de desenvolver cada vez mais o som da banda para evitar de soar um som repetitivo e monótono, Infamous tem sido o seu primeiro passo em frente para alcançar este objetivo.

## Faixas
| N.º            | Título                                                                     | Duração |  |
| 1.             | "Black Damask (The Fog)"                                                   | 3:51    |  |
| 2.             | "Devil’s Night"                                                            | 3:58    |  |
| 3.             | "A-M-E-R-I-C-A"                                                            | 3:37    |  |
| 4.             | "Burned At Both Ends"                                                      | 3:30    |  |
| 5.             | "The Divine Infection"                                                     | 3:38    |  |
| 6.             | "Puppets 2 (The Rain)" (Com Bjorn Speed Strid do Soilwork)                 | 4:57    |  |
| 7.             | "Sinematic"                                                                | 4:49    |  |
| 8.             | "If It’s Dead, We’ll Kill It" (Com Brandan Schieppati do Bleeding Through) | 3:11    |  |
| 9.             | "Synthetic Love"                                                           | 3:52    |  |
| 10.            | "Hatefuck"                                                                 | 3:11    |  |
| 11.            | "Underdog"                                                                 | 3:56    |  |
| 12.            | "Infamous"                                                                 | 4:23    |  |
| Duração total: | Duração total:                                                             | 46:38   |  |

## Recepção
Alternative Press deu para o Infamous: 4 de 5 estrelas, dizendo que "Motionless In White definitivamente provou o seu ponto e levou-o bem" e que soa um som semelhante ao de Marilyn Manson e dos colegas de gravadora The Word Alive.

## Créditos
Motionless in White
- Joshua Balz - teclados, sintetizador
- Devin "Ghost" Sola - baixo
- Christopher "Chris Motionless" Cerulli - vocal
- Richard "Ricky Horror" Olson - guitarra base, vocal de apoio
- Angelo Parente - bateria
- Ryan Sitkowski - guitarra principal

Produção
- Jason Suecof - produção
- Tim Sköld - produção
- Chris "Motionless" Cerulli - co-produção
- Eyal Levi - mixagem
- Alan Douches - masterização